# Тьерре, Джеймс
Джеймс Спенсер Анри Эдмон Марсель Тьерре́ (фр. James Spencer Henry Edmond Marcel Thierrée; род. 2 мая 1974, Лозанна, Швейцария) — внук Чарли Чаплина, швейцарский акробат, танцовщик, мим, скрипач, актёр и режиссёр. Родители Тьерре — Виктория Чаплин и Жан-Батист Тьерре — являются одними из вдохновителей «Нового цирка», течения, объединяющего на арене драму, театр и традиционные цирковые жанры. Джеймс Тьерре работает в рамках этого направления со своей труппой «La Compagnie du Hanneton». После «Симфонии майского жука» он поставил спектакли «Bright Abyss» («Сияющая пропасть») и «Au Revoir Parapluie» («До свидания, зонтик»). Джеймса Тьерре прославили шоу, в которых сочетаются театр, цирк.
Кавалер ордена Почётного легиона.

## Фильмография
| Год  |   | Русское название            | Оригинальное название    | Роль               |
| ---- | - | --------------------------- | ------------------------ | ------------------ |
| 1991 | ф | Книги Просперо              | Prospero's Books         | Ариэль             |
| 1995 | ф | Полное затмение             | Total Eclipse            | Фредерик           |
| 1996 | ф | Прекрасная Зелёная          | La belle verte           | Месай              |
| 1997 | ф | Генеалогия преступления     | Généalogies d'un crime   |                    |
| 1997 | ф | Горбун                      | Le bossu                 |                    |
| 2000 | ф | Ватель                      | Vatel                    | герцог де Лонгвиль |
| 2003 | ф | 18 лет спустя               | 18 ans après             | Артур              |
| 2003 | ф | Три женщины                 | L’acqua… il fuoco        | Энрико             |
| 2005 |   | Симфония майского жука      | La Symphonie du Hanneton |                    |
| 2005 | ф | Прощай, чёрный дрозд        | Bye Bye Blackbird        | Жозеф              |
| 2006 | ф | Милые бранятся…             | Désaccord parfait        |                    |
| 2007 | ф | Тайна Антуана Ватто         | Ce que mes yeux ont vu   | Венсан             |
| 2008 | ф | Иллюзии                     | Les illusions            |                    |
| 2009 | ф | Сам по себе                 | Korkoro                  |                    |
| 2011 | ф | Посмотрите, как они танцуют | Voyez comme ils dansent  |                    |
| 2013 | ф | Мои занятия борьбой         | Mes séances de lutte     |                    |
| 2016 | ф | Шоколад                     | Chocolat                 | Футтит             |
| 2018 | ф | Видок: Охотник на призраков | L'Empereur de Paris      | герцог             |

## Генеалогия
Внук знаменитого Чарли Чаплина.